# 亞歷山德羅夫卡區

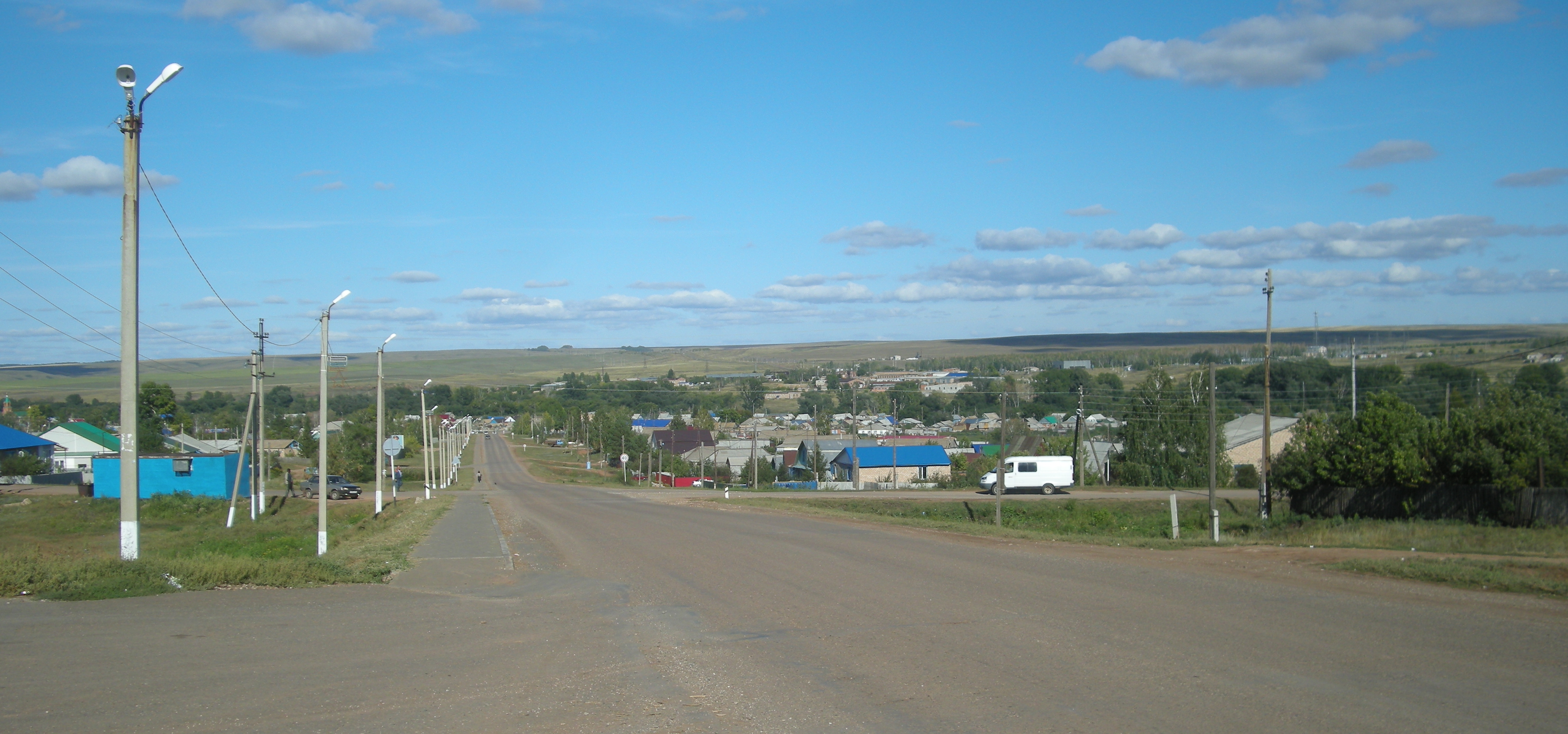

52°40′45″N 54°24′56″E / 52.67917°N 54.41556°E
亞歷山德羅夫卡區（俄语：Александровский район），是俄羅斯的一個區，位於該國西南部，由奧倫堡州負責管轄，面積3,100平方公里，2010年人口15,702，人口密度每平方公里5.07人。